# Gaétan Soucy
Gaétan Soucy (* 21. Oktober 1958 in Montreal; † 9. Juli 2013 ebenda) war ein kanadischer Schriftsteller.

## Leben
Soucy wuchs als eines von sieben Kindern einer Familie im Arbeiterviertel Hochelaga von Montreal auf. Er studierte Mathematik und Astrophysik an der Universität Montreal und schloss das Studium mit einer Masterarbeit über die transzendentale Wissenschaftstheorie Kants ab. Danach wandte er sich der Philosophie und Literatur zu. Sein besonderes Interesse galt der japanischen Sprache und Kultur, und er besuchte das Land regelmäßig.
1994 debütierte er als Schriftsteller mit dem Roman L'Immaculée Conception. Mit dem 1997 entstandenen Roman L'acquittement gewann er 1998 den Grand Prix du livre de Montréal. Sein 1998 erschienener Roman La petite fille qui aimait trop les allumettes wurde in 18 Sprachen übersetzt und mit dem Prix Ringuet, dem Prix Grand Public de La Presse und dem Grand Prix du roman de l'Académie des Lettres québécoises ausgezeichnet. 1999 war er für den Prix Renaudot nominiert. Auch sein letzter Roman Music-Hall! (2002) wurde in mehr als ein Dutzend Sprachen übersetzt. Er wurde u. a. mit dem Prix France-Québec und einer Nominierung für den Governor General's Award gewürdigt. 
Ins Englische wurde sein erster Roman von Lazer Lederhendler übersetzt, die Übersetzerin der übrigen drei war Sheila Fischman. 2013 starb Soucy an einem Herzinfarkt.

## Werke
- The Immaculate Conception (1994; in Frankreich unter dem Titel 8 décembre; engl.: The Immaculate Conception, 2005)
  - Die unbefleckte Empfängnis, Matthes & Seitz 2010, ISBN 9783882215304
- L'Acquittement (1997; engl.: Atonement, 1999)
  - Die Vergebung, Matthes & Seitz 2008, ISBN 9783882217391
- La Petite Fille qui aimait trop les allumettes (1998; engl.: The Little Girl Who Was Too Fond of Matches, 2000)
  - Das Mädchen, das die Streichhölzer zu sehr liebte, Picus Verlag 2001, ISBN 9783854524472
- Music-Hall! (2002; engl.: Vaudeville!, 2003)